# Dècada del 680 aC
La dècada del 680 aC comprèn el període que va des de l'1 de gener del 689 aC fins al 31 de desembre del 680 aC.

## Esdeveniments
- 689 aC. El rei assiri Senàquerib assaltà i saquejà Babilònia.
- Un meteorit impacta a Estònia[cal citació]
- Auge del Regne de Lídia

## Personatges destacats
- Sennàquerib